# Selago dinteri
Selago dinteri är en flenörtsväxtart. Selago dinteri ingår i släktet Selago och familjen flenörtsväxter.

## Underarter
Arten delas in i följande underarter:
- S. d. dinteri
- S. d. pseudodinteri